# Горевой, Гарий Семёнович
Га́рий Семёнович Горево́й (16 июня 1939, Москва — 9 мая 2020, Тверь) — ветеран Вооружённых сил, кандидат технических наук (1974), доцент кафедры туризма и природопользования ТвГУ, мастер спорта СССР по туризму (1989), действительный член Русского Географического общества, член Ассоциации Тверских землячеств.
Заместитель председателя Тверского военно-исторического интернет-центра.

## Биография
Гарий Семёнович родился в 16 июня 1939 года в семье потомственного военного, участника боёв с японцами у озера Хасан,  принимавшего участие в боевых действиях на Кавказе, Крыму, Австрии, Венгрии во время Великой Отечественной войны, Семёна Ивановича Горевого.
С 1954 года во время учёбы в школе № 161 города Москвы начал заниматься туризмом. С 1969 по 2007 годы председатель Маршрутно-квалификационной комиссии при Тверском областном Совете по туризму, затем при областной федерации спортивного туризма.
- В 1956—1961 году учился в Киевском высшем инженерном радиотехническом училище ПВО (КВИРТУ)[8],
- В 1979 году академические курсы Военной инженерной радиотехнической академии в Харькове[9],
- В 1991 году факультет повышения квалификации Московского историко-архивного института.

Около 35 лет прослужил в Вооруженных Силах СССР, из них 30 лет во 2-м ЦНИИ МО РФ. В составе коллектива разработчиков под руководством главного конструктора первых поколений ЭВМ М. А. Карцева внёс большой вклад в создание системы предупреждения о ракетном нападении (СПРН).
С 1991 года работал заведующим информационно-энциклопедическим сектором архивного отдела администрации Тверской области.
В 1995—2018 доцент кафедры туризма и природопользования географического факультета ТвГУ.
Заместитель председателя Тверского областного краеведческого общества, преподаватель краеведения и заведующий музеем школы № 17.
Руководитель неоднократных экспедиций по Тверской области «Под флагом „ТЖ“» (Газеты «Тверская жизнь»).
9 мая 2020 года Гарий Семёнович скончался в реанимации 6-й горбольницы Твери.

## Награды
- орден Красной Звезды;
- медаль «Ветеран Вооружённых Сил СССР»;
- медаль «50 лет Вооружённых Сил СССР»;
- медаль «60 лет Вооружённых Сил СССР»;
- медаль «70 лет Вооружённых Сил СССР»;
- медаль «За безупречную службу» I, II и III степеней;
- нагрудный знак «Изобретатель СССР»;
- 2 благодарности и 2 почётных грамоты Губернатора Тверской области;
- почётный знак Российского общества историков-архивистов (2002);
- знак «За активное участие в работе общества» (ВООПИиК, 2005);
- почётный знак «Заслуженный путешественник России» (2010)[21];
- лауреат премии имени Лизы Чайкиной[22];
- почётный знак Губернатора Тверской области «Во благо земли Тверской»;
- памятная медаль «Патриот России» (2008).

## Публикации
Автор, редактор энциклопедий о Тверской области. Член редколлегии ежегодника Тверские памятные даты.
- Г. С. Горевой. "Государева дорога" и ее дворцы. Тверской участок тракта Санкт-Петербург - Москва в Отечественной войне 1812 года // Материалы межрегион. науч. конф., 19-21 нояб. 2002 г.. — Тверь: Сивер, 2003. — С. 81—85.
- Хождение за три моря Афанасия Никитина / Ред. колл. Козлов В. П., Сорина Л. М., Горевой Г. С. Тимошина Л. А., Кистерев С. Н. Тверь, 2003. (Факсимильное издание по списку РГАДА).
- Тверская губерния в Отечественной войне 1812 года : Сб. материалов ист.-краевед. конф. (Тверь, 24 сент. 2002 г.) / [Отв. сост.: Г. С. Горевой]. — Тверь : Лилия Принт, 2002 (Обл. тип.). — 189, [2] с., [8] л. ил., портр., факс.; 20 см; ISBN (В обл.)
- По Волге под флагом «Тверской Жизни» : сборник статей / Ред. обл. газ. «Тверская Жизнь», Ком. по делам молодёжи Тверской обл., Тверское региональное отделение ВООПИиК, Тверской гос. ун-т; [авт.-сост.: Г. С. Горевой]. — Старица : Старицкая тип., 2008. — 149, [1] с. : ил., табл., цв. ил.; 21 см; ISBN 978-5-91229-032-9
- По Верхнему Подвинью в юбилейный год Победы : сборник статей / Ред. обл. газ. «Тверская Жизнь», Ком. по делам молодёжи Тверской обл., Тверской гос. ун-т, ГУ Тверской обл. «Центр патриотического воспитания»; [авт.-сост. Г. С. Горевой]. — Старица : Старицкая тип., 2011. — 169 с. : ил., цв. ил., цв. карты, цв. портр.; 21 см; ISBN 978-5-91229-062-6
- Горевой Г. С. Герой Советского Союза Смирнова Мария Васильевна // Тверские архивы в годы Великой Отечественной войны. 1941—1945 гг. — Тверь, 2001. — С. 23-28: фот. http://tvervov65.tverlib.ru/date2010.html
- Записки тверских краеведов. — Тверь : Русская провинция, 1997 — . Горевой, Гарий Семёнович. Изучение Верхней Волги: прошлое и настоящее / № 5 / [редкол. Н. М. Бодашков и др.; сост. Б. Н. Ротермель]. — 2005. — 122, [1] с. : ил. — Библиогр. в примеч. в конце статей. — ISBN 5-87266-078-2
- Комплексные экспедиции 2001 — 2003 года по изучению Вышневолоцкой водной системы. vischny-volochok.ru. Дата обращения: 29 марта 2019..
- Г. С. Горевой. «К истории Вышневолоцкой водной системы». XI Вышневолоцкие краеведческие чтения: М. И. Сердюков и Вышневолоцкая водная система в истории России 25.07.2018 г. tvermuzeum.ru (25 июля 2018). Дата обращения: 29 марта 2019. Архивировано из оригинала 26 марта 2019 года..
- Г. С. Горевой. Вклад в дело охранения историко-культурного наследия области первого председателя Тверского отделения Всероссийского общества охраны памятников истории и культуры (ВООПИиК) М.А.Ильина..
- Г. С. Горевой. Полвека всех нас согревает "Луч" / Гл. редактор Б. И. Чистяков. — Сборник статей. — Старица, 2012. — 228 с. — 200 экз. — ISBN 978-5-91229-077-0.
- Горевой Г. С. История военно-патриотического туристического клуба «Луч» // Комсомол — моя судьба : / отв. сост. В. А. Феоктистов. — сб. воспоминаний о деятельности Калининской областной комсомольской организации в 60-80-е гг. XX в.. — Тверь: Триада, 2013. — С. 210—223. — ISBN 978-5-94789-589-6.
- Прославленный маршал Советского союза И. С. Конев

### Отчёты о походах

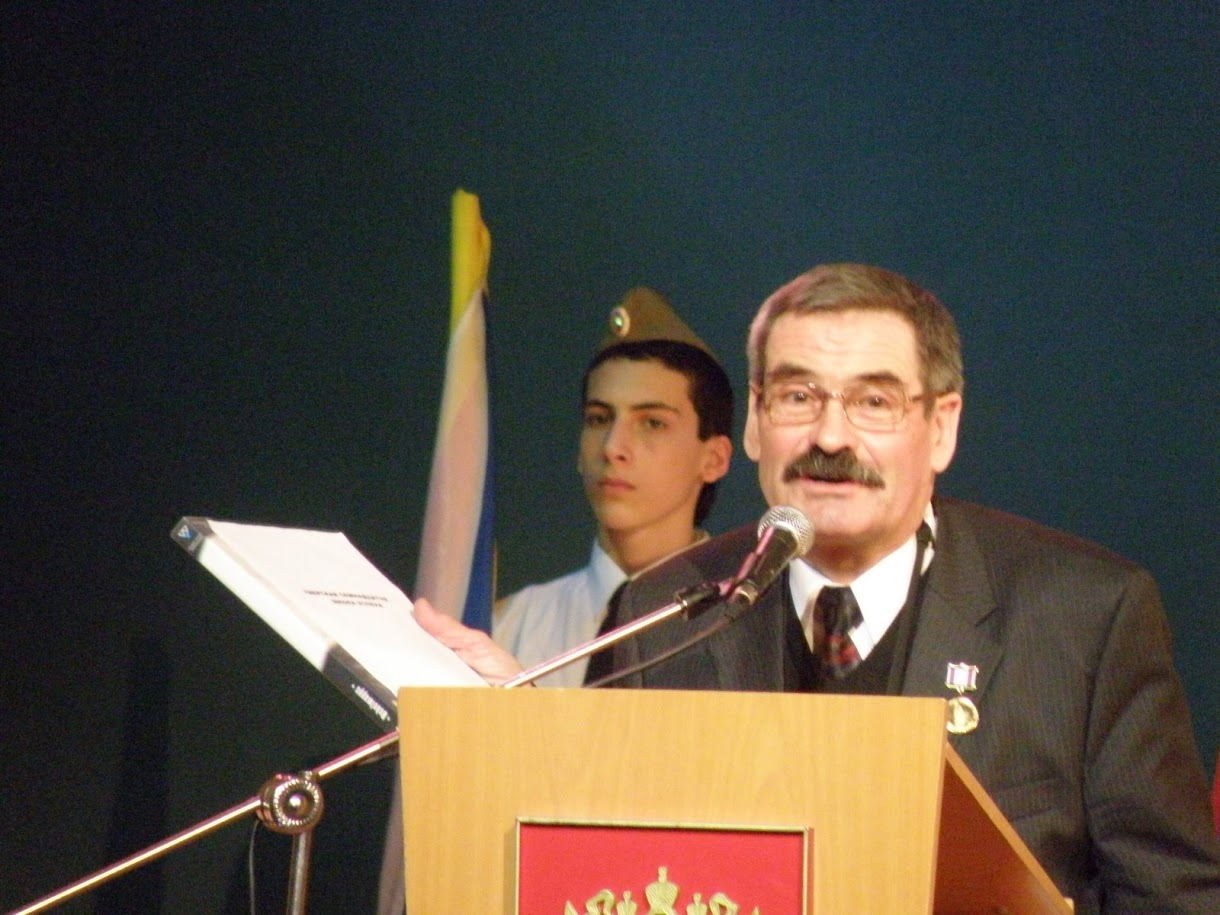
Г. С. Горевой в 2009 году.
Тверская семнадцатая — путь успеха

- 1972 Курильские острова (Итуруп)[27].
- 1980 Южная Камчатка[28].
- 1984 Северный Тянь-Шань[29].
- 1986 Западный Тянь-Шань (Чаткал)[30][31].